# Australysmus neboissi
Australysmus neboissi är en insektsart som beskrevs av Tim R. New 1983. Australysmus neboissi ingår i släktet Australysmus och familjen vattenrovsländor. Inga underarter finns listade i Catalogue of Life.